# Le Journal qui s'effeuillait
Le Journal qui s'effeuillait (titre original : The Mystery of Phantom Lake) est un roman de Robert Arthur, Jr. et de William Arden paru en 1973 aux États-Unis, faisant partie de la série policière pour adolescents Les Trois Jeunes Détectives.
Traduit par Claude Voilier, avec des illustrations de Jacques Poirier, le roman est paru une première fois en France en 1976, puis en 1998 dans le cadre d'une réédition.
La rédaction du roman fut attribuée à Alfred Hitchcock pour des motifs publicitaires et de marketing dans les éditions de 1968 à 1980.

## Résumé
« Les trois jeunes détectives » (Hannibal Jones, Peter Crentch et Bob Andy) sont amenés à entrer en possession d'un coffre de bois en teck massif. Peu après il est réclamé par un homme virulent : Java Jim. Les trois adolescents fouillent le coffre et y découvrent, dans un espace secret, un manuscrit ancien écrit par Angus Slunn en 1872. L'homme y parle d'un trésor qu'il a enterré en urgence, car il est poursuivi par des bandits.
À force de recherches à la bibliothèque municipale et auprès de personnes susceptibles de leur donner des renseignements, le trio découvre les descendants d'Angus Slunn (Mme Slunn et son fils Harvey) mais aussi la suite du manuscrit. L'homme donnait, sous une forme codée, des indications à son épouse pour retrouver son trésor.
Aidés par un historien sympathique, M. Shay, le trio continu ses recherches. Mais plus il avance dans la recherche du trésor, plus Java Jim semble les suivre et s'approprier leurs découvertes.
Hannibal fait une percée majeure en découvrant qu'Angus Slunn avait indiqué l'entrée d'une caverne secrète avec un cyprès dont la forme, à la nuit tombée, évoquait celle d'un fantôme. Mais la découverte la plus surprenante est que Java Jim n'est autre que le professeur Shay...

## Remarque
Le titre en anglais signifie « Le Mystère du lac du fantôme ».